# Синглизм
Сингли́зм (англ. singlism) — стигматизация одиноких людей. Синглизм включает в себя негативные стереотипы и дискриминацию в отношении одиночек. Впервые использован профессором социальной психологии Беллой ДеПауло в 2006 году в книге Singled Out: How Singles Are Stereotyped, Stigmatized, and Ignored, and Still Live Happily Ever After.

## Исследования ДеПауло
Белла ДеПауло на протяжении нескольких лет занимается изучением синглизма и борется за то, чтобы термин был внесен в официальные словари. В книге Singlism: What It Is, Why It Matters, and How to Stop It профессор и её коллеги документируют способы, в которых одинокие люди становятся мишенями для стереотипов, стигматизации и дискриминации в таких областях, как политика, религия, рабочий коллектив, преподавание, СМИ и повседневная жизнь. По мнению ДеПауло, синглизм «встроен» в американскую систему законов, поэтому быть одиночкой — значит быть объектом дискриминации. Причина состоит в том, что в США существует порядка тысячи федеральных законов, защищающих или приносящих льготы только состоящим в законном браке парам.

### Стереотипы в отношении одиночек
Белла ДеПауло вместе со своим коллегой провели исследование, в котором участвовали 950 студентов. Половину из них попросили рассказать первое, что приходит им на ум, когда они думают о холостых людях, других — проделать то же самое, но с женатыми людьми. По результатам исследования, практически половина опрошенных, описывающих женатых людей, отзывалась о них как о добрых, заботливых и щедрых. При этом, только 2 % участников, описывающих одиноких людей, использовали те же характеристики. Такие слова, как «счастливые», «преданные», «надежные» также относились только парам.
Чтобы подтвердить существование стереотипов в отношении одиноких людей, ДеПауло создала несколько пар биографических очерков. Имена, фамилии, возраст и т. п. в очерках совпадали, за исключением семейного положения: один из пары — женат, другой — одинок. Далее участников опроса просили оценить этих личностей. Несмотря на то, что всё, кроме семейного положения, совпадало, одинокие люди были оценены гораздо негативнее, чем женатые. Их считали менее счастливыми, менее защищенными, незрелыми, эгоистичными и завистливыми. Но в то же время, одиноких людей чаще рассматривали как независимых и ориентированных на карьеру.

### Дискриминация на рабочем месте
ДеПауло утверждает, что жизнь одиноких людей вне рабочего времени ценится гораздо меньше, чем свободное время женатых. В результате от холостых чаще всего ожидают сверхурочной работы и меньше отпусков. Более серьёзными последствиями для одиноких людей являются социальные льготы, страхование и зарплата. По данным Де Пауло, женатые мужчины в среднем зарабатывают на 26 % больше, чем холостые, занимая эквивалентные позиции..

## Синглизм в России
На данный момент российскими психологами и социологами не было проведено комплексного исследования дискриминации одиночек. В то же время, довольно большое количество статей в независимых изданиях посвящено этой проблеме. В 2018 году на платформе Wonderzine вышла статья «Синглизм: как бизнес и государство дискриминируют одиночек». Помимо описания исследований ДеПауло, статья посвящена проблеме дискриминации холостых людей в России. Согласно данным автора, женатые люди пользуются большими привилегиями на государственном и профессиональном уровне. «Женатые люди пользуются законодательными привилегиями и в России. Например, не платят 13%-ный налог на дарение даже очень дорогого имущества и являются наследниками первой очереди. Если у одного из двух супругов пенсия была больше, то после его смерти другой человек может получать её, оформив потерю кормильца. Льготы, предназначенные ветеранам, после их смерти передаются мужьям и жёнам».